# Автошлях Т 2113
Автошля́х Т 2113 — автомобільний шлях територіального значення у Харківській області. Пролягає територією Золочівського та Богодухівського районів через Золочів — Максимівку. Загальна довжина — 32 км.

## Маршрут
Автошлях проходить через такі населені пункти:
| Автошлях Т 2113      |        |
| Харківська область   |        |
| Золочівський район   |        |
| Золочів              | Т 2103 |
| Цапівка              |        |
| Богодухівський район |        |
| Максимівка           | Р46    |